# Línea 27 (Dbus)
La línea 27 de Dbus es una línea que recorre prácticamente todos los barrios de la ciudad sin pasar por el centro. Su recorrido forma una especie de 8. La línea 24 es su línea gemela, ya que hace el mismo recorrido en sentido contrario.
Al ser una línea larga, además de en las terminales, también tiene otras paradas donde tiene que esperar a su hora para continuar.

## Paradas

### Hacia Unibertsitatea
- Larratxo III 24 31 38
- Garbera 24 33
- Otxoki 33
- Baratzategi 2 33
- Txara II 9 29 33
- Zarategi 71 9 29 33
- Mons 77 9 33
- Cocheras Dbus 9 29 33 41
- Matigotxotegi 9 41
- Virgen del Carmen 65 9 41 42
- Virgen del Carmen 43 9 41
- Virgen del Carmen 3 9 41
- Sierra Aralar 34
- Patxillardegi 24 26 31 41
- Loiola Parking 24 26 31 41
- Barcelona 35 26 31 41 E21
- Barcelona 15 26 31 41
- Gregorio Ordóñez 26 31
- Madrid 3 17 43
- Pío XII 23 24 32 43
- Melodi-Pio Baroja 55 35 43
- Pio Baroja 15 16 35 43
- Pio Baroja 5 16 35 43
- Zumalakarregi 8
- Antiguoko Anbulatorioa 5 25 33 35 40 43 45
- Magisterio Tolosa 14 5 25 33 35 40 43 45
- Unibertsitatea Tolosa 70 II 40 43

### Hacia Larratxo 3
- Unibertsitatea Tolosa 70 II 40 43
- Tolosa 112 5 25 40 43 45
- Tolosa 138 5 25 43 45
- Lugaritz Euskotren 45
- Lugaritz Geriátrico 43 45
- Melodi Parkea 43
- Collado 21 23 24 32
- Sancho el Sabio 33 17 37
- Pº Bizkaia - Puente Mundaiz 17
- Gernikako Arbola 17
- Mª Cristina Zubia 17 E21 E30
- Pinares 13 37
- Vasconia 13 14 29 31 33 36 37
- Jai Alai 13 14 29 37
- Reloj 13 14
- Alto Miracruz 13 14
- Elosegi 111 13 38
- Herrera Euskotren 13 38
- Herrera 20 13 31
- Herrera 42 13 31
- Santa Bárbara 13 31 38
- Nerecan 13 31 38
- San Martzial 13 31 38
- Martillun 13 31 38
- Larratxo 46 13 24 31 33 38
- Larratxo III 24 31 38